# Tricholochmaea vaccinii
Tricholochmaea vaccinii is een keversoort uit de familie bladkevers (Chrysomelidae). De wetenschappelijke naam van de soort werd in 1924 gepubliceerd door Henry Clinton Fall.